# Cerithium madreporicola
Cerithium madreporicola là một loài ốc biển, là động vật thân mềm chân bụng sống ở biển thuộc họ Cerithiidae.

## Phân bố
The distribution của Cerithium madreporicola bao gồms miền tây miền trung Thái Bình Dương.
- Philippines[2]